# Nikolaï Medtner
« Medtner » redirige ici. Pour son frère, voir Alexandre Medtner.
Nikolaï Karlovitch Medtner (en russe : Николай Карлович Метнер) est un compositeur et pianiste russe, né le 24 décembre 1879 du calendrier julien/5 janvier 1880 à Moscou et mort le 13 novembre 1951 à Londres.

## Biographie
Il naît dans une famille d'ascendance scandinave et allemande. Son père Friedrich est d'origine danoise et sa mère, germano-suédoise. Il est l'arrière-petit-fils de l'acteur germanophone Friedrich Albert Gebhard (1781-1861) et de son épouse, cantatrice d'opéra. Il reçoit ses premières leçons de piano de sa mère puis de son oncle maternel, Friedrich (dit Fiodor) Goedicke (père d'Alexandre Goedicke). Cadet d'une famille de cinq enfants (dont son aîné Alexandre, qui deviendra chef d'orchestre), c'est l'un des jeunes contemporains de Sergueï Rachmaninov et d'Alexandre Scriabine qui, à l'exception d'un quintette, de cinq œuvres pour violon et 108 mélodies, a entièrement privilégié le piano. Il est, par le nombre de ses compositions pour cet instrument, le compositeur russe le plus prolifique de l'ère romantique et post-romantique.
Medtner entre au Conservatoire de Moscou dès l'âge de dix ans. Diplômé en 1900, il reçoit le prix Anton Rubinstein alors qu'il a travaillé avec des professeurs comme Paul Pabst, Vassili Sapelnikov, Vassili Safonov et Sergueï Taneïev. C'est sur les conseils de ce dernier qu'il se consacre à la composition au détriment d'une carrière de virtuose du piano. Il restera toutefois un excellent pianiste qui s'adonnera, dans la même lignée que Rachmaninov, Busoni ou Godowsky, à faire une carrière de concertiste en parallèle à sa carrière de compositeur.
Il se marie en 1918 avec Anna Mikhaïlovna Bratenskaïa, qui fut d'abord la femme de son frère Emil. Celui-ci, prisonnier en Allemagne pendant la guerre, divorça pour lui permettre de l'épouser. En 1921, il quitte la Russie dont l'évolution politique lui déplaît, et s'installe en Allemagne, puis à Paris. En 1924, il rejoint son ami Rachmaninov aux États-Unis où il effectue une tournée ainsi qu'au Canada. Medtner peut ainsi faire entendre son Concerto pour piano no 1, dirigé par des baguettes prestigieuses comme Fritz Reiner ou Leopold Stokowski. Mais peu enclin au rythme des tournées, il retourne en Union soviétique en 1927 puis se rend en France où il rencontre l'avant-garde musicale. Il finit par s'établir à Londres en 1936, où il enseigne, joue et compose sereinement jusqu'à sa mort, à sa maison, à Golders Green à Londres.
Fidèle défenseur des « Lois sacrées de l'Art éternel » à une époque où le langage musical est en pleine mutation, défenseur de la tonalité, de l'harmonie et du contrepoint issu des grands maîtres du passé, il défend ses opinions très conservatrices dans un essai publié en 1935 avec le soutien de Rachmaninov intitulé La Muse et la Mode. Sa vie durant, il sera très critique du travail de l'avant-garde musicale qu'il qualifiera même d’« hérésie ». Cette avant-garde, pour lui, ne commence ni par Stravinsky, Debussy ou Prokofiev, mais bien avec Strauss ou Reger ! Son œuvre importante suit entièrement cette trajectoire : du premier au dernier opus, jamais le compositeur ne renoncera au langage, aux formes et aux techniques musicales hérités de ses maîtres Bach, Beethoven ou Brahms.

## Œuvres principales

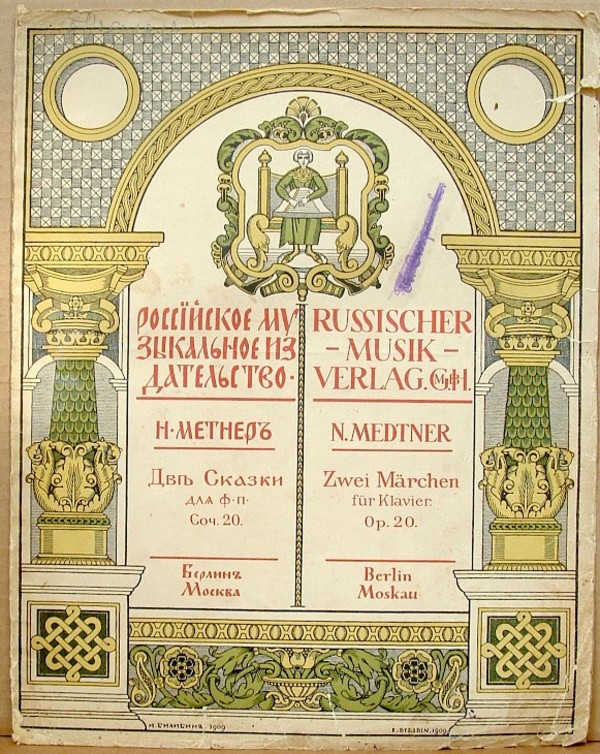
Partition de Deux contes pour piano (1910).

### Concertos pour piano
- Concerto pour piano no 1, op. 33 (1914-1918)
- Concerto pour piano no 2, op. 50 en ut mineur (1920-1927). Dédié à Rachmaninov (qui lui a dédié son quatrième concerto pour piano)
- Concerto pour piano no 3 « Ballade », op. 60 en mi mineur (1943)

### Autres œuvres pour piano
- 14 sonates pour piano, dont :
  - Sonate en mi mineur opus 25 no 2 ( Le Vent nocturne, d'après Tiouttchev)
  - Sonate-Ballade opus 27
  - Sonate Reminiscenza, op. 38 no 1
  - Sonate Tragique opus 39 no 5
  - Sonate-Idyll, op. 56. Dédiée à Lev Conus
- 3 sonates pour piano et violon
- Quintette pour piano en ut majeur, opus posthume
- Deux œuvres pour deux pianos
- Deux cycles de variations pour piano (La colossale Seconde Improvisation op. 47, et le Thème et Variations op. 59)
- 38 skazki (en français  conte de fées, genre propre au compositeur, comparables en dimensions aux Études-Tableaux de Rachmaninov)
- Trois grands cycles de Mélodies Oubliées (op. 38, 39 et 40)
- Une centaine de pièces brèves pour piano (Dithyrambes, Arabesques, Élégies, Hymnes, Novelettes, Fragments lyriques, etc.)

### Musique vocale
- 108 mélodies

## Dédicace
Marcel Dupré lui offre la partition de sa composition de 1931 Le Chemin de la Croix. Il s'agit d'une improvisation réalisée au Conservatoire royal de Bruxelles intercalant le texte de Paul Claudel.

## Discographie
Geoffrey Tozer et Hamish Milne ont enregistré l'intégrale de l'œuvre pour piano de Medtner. D'autres pianistes ont brillamment défendu son œuvre : Vladimir Horowitz, Earl Wild, Benno Moiseiwitsch, Eugene Istomin, Emil Gilels, Boris Berezovsky, Tatiana Nikolayeva, Anna Zassimova, Ievgueni Svetlanov, Malcolm Binns, Paul Stewart, Vittorio Forte, Marc-André Hamelin, Evgueni Sudbin, Ádám Fellegi, Nikolaï Demidenko et Ievgueni Kissine.
Existent également des enregistrements des deux derniers concertos pour piano, avec Medtner lui-même au piano, enregistré en 1947 avec l'Orchestre Philharmonia dirigé par Issay Dobrowen.